# Conselheiro da Casa Branca
O Conselheiro da Casa Branca (em inglês:  White House Counsel) é um membro do staff presidencial nos Estados Unidos responsável pelo aconselhamento jurídico ao Presidente da República. O Conselheiro é indicado pelo Presidente, e tem uma equipe com mais de uma dezena de especialistas em matérias legais envolvendo o Poder Executivo federal dos Estados Unidos.
Formalmente, o Conselheiro integra o Gabinete da Casa Branca, que é uma parte do Gabinete Executivo do Presidente dos Estados Unidos. O atual conselheiro da Casa Branca é Stuart Delery